# تپه کال چغوکی
تپه کال چغوکی؛ نام تپه‌ای باستانی مربوط به سده‌های اولیه اسلامی است و در شهرستان مشهد واقع شده و این اثر در تاریخ ۱۳ بهمن ۱۳۸۸ با شمارهٔ ثبت ۲۹۰۶۲ به‌عنوان یکی از آثار ملی ایران به ثبت رسیده‌است.